# Língua hixcariana
Hixcariana (Hixkaryana) é uma língua da família caribe falada por cerca de 500-600 indígenas às margens do rio Nhamundá, afluente do Rio Amazonas, no Brasil. É uma das pouquíssimas línguas conhecidas que usa a ordem Objeto-Verbo-Sujeito, provavelmente a primeira língua do tipo a ser descrita (pelo linguista Desmond C. Derbyshire). No entanto, objetos indiretos seguem o sujeito, em ordem SOV. A língua faz uso de posposições.
Aqui está um exemplo: toto yonoye kamara. Traduzido como "a onça comeu o homem". Toto significa "homem", yonoye é variação do verbo "comer" e kamara quer dizer "onça". A ordem de palavras é crucial em hixcariana para se entender o significado, já que não há declinação em casos para a indicação do sujeito e do objeto.
1. ↑  «Hixcariana». Michaelis